# Martin Hurson
Edward Martin Hurson, né le 13 septembre 1956, mort le 13 juillet 1981, est un militant républicain nord-irlandais, membre de la brigade de Tyrone-Est de l’Armée républicaine irlandaise provisoire.

## Jeunesse
Né à Cappagh dans le comté de Tyrone, il grandit au sein d’une fratrie de neuf enfants. Sa scolarité terminée, il travailla quelque temps comme soudeur avant d’émigrer provisoirement en Angleterre comme ouvrier du bâtiment. Revenu à Tyrone à la fin de l’année 1974, lui et son frère furent souvent vus à Bundoran en république d’Irlande, où se trouvait un camp d’entraînement et d’approvisionnement de l’IRA.

## Activités paramilitaires et condamnation
En novembre 1976, Hurson fut arrêté en compagnie de Devin O’Brien, Dermot Boyle, Peter Kane et Pat O’Neil. Il fut jugé coupable de complicité dans trois attentats à la mine terrestre, respectivement à Cappagh en septembre 1975, à Galbally en novembre de la même année et à Reclain en février 1976, et condamné à trois peines de vingt, quinze et cinq ans de prison.
Ayant pris part à la blanket protest, il rejoignit la grève de la faim le 29 mai 1981, remplaçant Brendan McLaughlin, qui souffrait d’un ulcère perforé.
Après 40 jours, il devint incapable de s’hydrater et il mourut six jours plus tard, le 13 juillet 1981. Alors que son état de dégradait, sa famille envisagea de faire intervenir le personnel médical afin de l’alimenter contre son gré, puis renonça, les médecins ayant indiqué qu’il souffrirait probablement de séquelles cérébrales définitives.